# Louis de Branges de Bourcia
Louis de Branges de Bourcia (nacido el 21 de agosto de 1932) es un matemático francés emigrado a Estados Unidos. Profesor distinguido Edward C. Elliott de matemáticas en la Universidad Purdue en West Lafayette (Indiana), es conocido por haber demostrado en 1984 la antigua conjetura de Bieberbach, ahora conocida como teorema de De Branges. Afirma haber probado varias conjeturas importantes en matemáticas, incluida la hipótesis generalizada de Riemann.

## Semblanza
Nacido de padres estadounidenses que vivían en París, de Branges se mudó a los Estados Unidos en 1941 con su madre y sus hermanas. Su lengua materna es el francés. Hizo sus estudios de pregrado en el Instituto de Tecnología de Massachusetts (1949–53) y obtuvo un doctorado en matemáticas por la Universidad de Cornell (1953–7). Sus asesores fueron Wolfgang Fuchs y el entonces futuro colega de Purdue, Harry Pollard. Pasó dos años (1959–60) en el Instituto de Estudios Avanzados y otros dos (1961–2) en el Instituto Courant de Ciencias Matemáticas. Pasó a formar parte del cuerpo docente de la Universidad Purdue en 1962.
Como especialista en análisis matemático, de Branges ha desarrollado la mayor parte de su trabajo en los campos del análisis real, del análisis funcional, del análisis complejo, del análisis armónico (análisis de Fourier) y de las ecuaciones diofánticas. En cuanto a técnicas y enfoques particulares, es un experto en las teorías espectral y de operadores.

## Trabajo
La demostración desarrollada por De Branges de la conjetura de Bieberbach no fue aceptada inicialmente por la comunidad matemática. Los rumores acerca de su realización comenzaron a circular en marzo de 1984, pero muchos matemáticos se mostraron escépticos porque De Branges había anunciado anteriormente algunos resultados falsos, incluida una supuesta prueba de la conjetura del subespacio invariante en 1964 (por cierto, en diciembre de 2008 publicó una nueva supuesta prueba para esta conjetura en su sitio web). Fue necesaria la verificación por parte de un equipo de matemáticos del Instituto Steklov de Matemáticas en San Petersburgo para validar la prueba de De Branges, un proceso que requirió varios meses de trabajo y condujo más tarde a una simplificación significativa del argumento principal. La demostración original utiliza la función hipergeométrica y herramientas innovadoras de la teoría del espacio de Hilbert de función completa, desarrollada en gran parte por de Branges.
En realidad, la exactitud de la conjetura de Bieberbach no fue la única consecuencia importante de la demostración de De Branges, que cubre un problema más general, la conjetura de Milin.
En junio de 2004, de Branges anunció que tenía una prueba de la hipótesis de Riemann, a menudo llamado el mayor problema sin resolver en matemáticas, y publicó la prueba de 124 páginas en su sitio web.
Esa preimpresión original sufrió una serie de revisiones hasta que fue reemplazada en diciembre de 2007 por una afirmación mucho más ambiciosa, que había estado desarrollando durante un año en forma de manuscrito paralelo. Desde entonces, ha publicado versiones en evolución de dos supuestas generalizaciones, siguiendo enfoques independientes pero complementarios, de su argumento original. En el más corto de ellos (43 páginas a partir de 2009), que titula "Apología por la prueba de la hipótesis de Riemann" (usando la palabra con el sentido poco frecuente en inglés de apología, y no el más habitual de disculpa), afirma usar sus herramientas en la teoría de los espacios de Hilbert de funciones completas para probar la hipótesis de Riemann para las funciones L de Dirichlet (probando así la hipótesis de Riemann generalizada) y un enunciado similar para la función zeta de Riemann, e incluso para poder afirmar que los ceros son simples. En otro escrito (de 57 páginas), afirma modificar su enfoque anterior sobre el tema por medio de la teoría espectral y el análisis armónico para obtener una prueba de la hipótesis de Riemann para las funciones L de Hecke, un grupo incluso más general de funciones L de Dirichlet (lo que implicaría un resultado aún más potente si se demostrara que su afirmación es correcta). En enero de 2016, su artículo titulado "Una prueba de la hipótesis de Riemann" alcanza 74 páginas, pero no concluye con una demostración. Un comentario sobre su intento está disponible en Internet.
Los matemáticos siguen siendo escépticos y ninguna de las demostraciones ha sido sometida a un análisis riguroso. La principal objeción a su enfoque proviene de un artículo de 1998 (publicado dos años después) escrito por Brian Conrey y Xian-Jin Li (exalumno de doctorado de De Branges, y descubridor del criterio de Li, un enunciado equivalente notable de la hipótesis de Riemann). Peter Sarnak también hizo contribuciones al argumento central. El artículo (que, contrariamente a la prueba reivindicada por De Branges, fue revisado por pares y publicado en una revista científica ) da contraejemplos numéricos y contraargumentos no numéricos de algunas condiciones de positividad relativas a los espacios de Hilbert que, según demostraciones previas de De Branges, implicarían la corrección de la hipótesis de Riemann. Específicamente, los autores demostraron que la positividad requerida de una función analítica F(z) que de Branges usaría para construir su demostración también le obligaría a asumir ciertas desigualdades que, según ellos, las funciones realmente relevante para una prueba no satisfacen. Como su artículo es anterior a la supuesta prueba actual en cinco años, y se refiere al trabajo publicado en revistas revisadas por pares entre 1986 y 1994, queda por ver si De Branges ha logrado eludir sus objeciones. No cita su artículo en sus borradores previos, pero ambos citan un artículo suyo de 1986 que fue atacado por Li y Conrey. El periodista Karl Sabbagh, que en 2003 había escrito un libro sobre la hipótesis de Riemann centrado en De Branges, citó a Conrey diciendo en 2005 que todavía creía que el enfoque de De Branges era inadecuado para abordar la conjetura, aunque reconoció que es una teoría hermosa en muchos otros sentidos. No dio ninguna indicación de que realmente había leído la versión actual de la supuesta demostración (véase referencia 1). En un comentario técnico de 2003, Conrey afirma que no cree que la hipótesis de Riemann ceda ante las herramientas de análisis funcional. De Branges, dicho sea de paso, también afirma que su nueva prueba representa una simplificación de los argumentos presentes en el artículo eliminado sobre la hipótesis clásica de Riemann, e insiste en que los teóricos de números no tendrán problemas para verificarla. Li y Conrey no afirman que las matemáticas de De Branges sean incorrectas, solo que las conclusiones que extrajo de ellas en sus artículos originales lo son y que, por lo tanto, sus herramientas son inadecuadas para abordar los problemas en cuestión.
Li publicó una supuesta prueba de la hipótesis de Riemann en el arXiv en julio de 2008. Fue retractada unos días más tarde, después de que varios matemáticos de prestigio expusieran un defecto crucial, en una muestra de interés que las supuestas demostraciones de su exasesor aparentemente no han disfrutado hasta ahora.
Mientras tanto, su Apología se ha convertido en una especie de diario, en el que también analiza el contexto histórico de la hipótesis de Riemann y cómo su historia personal se entrelaza con las demostraciones. Firma sus papeles y esbozos como "Louis de Branges", y siempre se le cita de esta manera. Sin embargo, parece interesado en sus antepasados de Bourcia y analiza los orígenes de ambas familias en la "Apología".
Las herramientas de análisis particulares que ha desarrollado, aunque han tenido un gran éxito al abordar la conjetura de Bieberbach, han sido dominadas solo por un puñado de otros matemáticos (muchos de los cuales han estudiado con De Branges). Esto plantea otra dificultad para la verificación de su trabajo actual, que es en gran parte autónomo: la mayoría de los trabajos de investigación que De Branges eligió citar en su supuesta demostración de la hipótesis de Riemann fueron escritos por él mismo durante un período de cuarenta años. Durante la mayor parte de su vida laboral, publicó artículos como único autor.
La hipótesis de Riemann es uno de los problemas más profundos de todas las matemáticas. Es uno de los seis problemas del milenio sin resolver. Una simple búsqueda en el arXiv arrojará varias afirmaciones de pruebas, algunas de ellas de matemáticos que trabajan en instituciones académicas, que permanecen sin verificar y generalmente son descartadas por los estudiosos de la corriente principal. Algunos de ellos incluso han citado los trabajos previos de De Branges en sus referencias, lo que significa que su trabajo no ha pasado completamente desapercibido. Esto demuestra que el aparente distanciamiento de De Branges no es un caso aislado, pero probablemente sea el profesional más reconocido en tener una reivindicación actual sin verificar.
Dos conceptos nombrados surgieron del trabajo de De Branges. Una función completa que satisface una desigualdad particular se llama la función de De Branges. Dada una función de De Branges, el conjunto de todas las funciones que satisfacen una relación particular con esa función se llama el espacio de De Branges.
Ha publicado otra preimpresión en su página de internet, que afirma resolver un problema de medida planreado por Stefan Banach.

## Reconocimientos
- En 1989 fue el primer receptor del Premio Ostrowski y en 1994 fue galardonado con el Premio Leroy Steele por su contribución fundamental a la investigación.
- En 2012 se convirtió en miembro de la American Mathematical Society.[6]